# Neomochtherus nudus
Neomochtherus nudus là một loài ruồi trong họ Asilidae. Neomochtherus nudus được Bezzi miêu tả năm 1906. Loài này phân bố ở vùng nhiệt đới châu Phi.